# Djúpið
Djúpið (br Sobrevivente; pt The Deep - Sobrevivente) é um filme de drama islandês dirigido por Baltasar Kormákur. Foi indicado para o Oscar de melhor filme estrangeiro na 85ª edição dos Academy Awards, fazendo a sua lista de candidatos escolhidos. Também recebeu indicação para o Nordic Council Film Prize em 2013. O filme foi baseado na história verídica de Guðlaugur Friðþórsson. Sua estreia no Brasil ocorreu no dia 17 de julho de 2014.

## Elenco
- Ólafur Darri Ólafsson .... Gulli
- Jóhann G. Jóhannsson .... Palli
- Þorbjörg Helga Þorgilsdóttir .... Halla
- Theodór Júlíusson .... pai de Gulli
- María Sigurðardóttir .... mãe de Gulli
- Björn Thors .... Hannes
- Þröstur Leó Gunnarsson .... Lárus
- Guðjón Pedersen .... Erlingur
- Walter Grímsson .... Raggi
- Stefán Hallur Stefánsson .... Jón